# 4e cérémonie des Gérard de la télévision
Les Gérard de la télévision 2009 est la quatrième édition des Gérard de la télévision, une cérémonie qui récompense chaque année les pires émissions et personnalités du paysage télévisuel français. L'événement a lieu le 7 décembre 2009 au Théâtre Michel et en direct sur la chaîne Paris Première.

## Palmarès et nominations
Lors de cette édition, Les Gérard de la télé créent la polémique avec la catégorie du « Gérard du noir qui fout la honte aux noirs » avec Vincent Mac Doom, FX de Secret Story, Doc Gynéco et Magloire. La catégorie visait à se moquer de la propension des chaînes de télé à ne mettre à l'antenne que des hommes noirs avec un comportement spectaculaire, et non pas des noirs considérés exactement comme des blancs.
La catégorie a été supprimée à la demande de Vincent Mac Doom, au motif qu'elle reprenait les paroles de la chanson de rap Mac Doom Dead, qui appelait au meurtre de Vincent Mac Doom, considéré par l'auteur comme une « honte de la communauté noire ». Voulant se démarquer du discours hostile d'un rappeur extrémiste, les Gérard ont donc supprimé cette catégorie.

### Gérard du gros «has been» qu’on a récupéré dans les poubelles du PAF pour lui donner une dernière chance et, bizarrement, c’est toujours aussi ringard
- Patrick Sabatier dans Mot de passe (France 2)
  - Philippe Risoli dans L'École des fans (Gulli)
  - Vincent Lagaf' dans Le Juste Prix (TF1)
  - Patrice Laffont dans la Liste gagnante (France 3)
  - Évelyne Thomas dans Y'a une solution à tout ! (direct 8)

### Gérard du titre d’émission d'Arte qu’on comprend pas, alors qu’il est même pas en allemand
- Les chevaux du toit du monde
  - X:enius
  - Empreintes sonores
  - 360° - Géo
  - One Shot Not

### Gérard de l'animateur de compagnie
- Patrice Carmouze, dans Les 100 plus grands..., avec Christophe Dechavanne (TF1)
  - Pierre Bellemare, dans En toutes lettres, avec Julien Courbet (France 2)
  - Sandrine Quétier, dans 50 minutes inside avec Nikos Aliagas, dans 10 h le mag avec Julien Arnaud et dans Les 100 plus grands... avec Christophe Dechavanne (TF1)
  - Virginie de Clausade dans les Enfants de la télé avec Arthur (TF1)
  - Le chien dans La Roue de la fortune avec Christophe Dechavanne (TF1)

### Gérard du Gérard qu'on aimerait bien remettre à Thierry Ardisson
- Gérard de l'animateur qui se glorifie tous les dimanches de fumer des gros oinj' d'africaine parce que ça lui fait oublier qu'il a 60 ans. Soixante, eh oui. Soixante.
  - Gérard de l'animateur qui fait « ouais »
  - Gérard de l'animateur qui rit comme un gogol
  - Gérard de l'animateur qui trouve que les jeunes de banlieue, c'est trop cool, mais qui a des vapeurs dès qu’il sort du seizième arrondissement

### Gérard de l'animateur qu'on confond toujours avec un autre animateur
- Laurent Bataille & Pascal Fontaine
  - Guy Lagache & Laurent Delahousse
  - Virginie Guilhaume & Alessandra Sublet
  - Pierre Ménès & Laurence Boccolini
  - Victor Robert & Bernard Montiel
  - Patrick Sabatier & Patrick Sébastien

### Gérard de l'émission censée être humoristique mais pendant laquelle tu rigoles encore moins qu'avec uneThemad'Arte sur les camps de concentration
- La météo de Pauline Lefèvre (Canal+)
  - On n'est pas couché et le monologue du début de Laurent Ruquier où il se la joue David Letterman (France 2)
  - Le Jamel Comedy Tour avec l'équipe du Jamel Comedy Club (Canal+)
  - Canal Presque avec Virginie Efira (Canal+)
  - Azap avec Camille Combal (W9)
  - Le Bruno Vaigasse Show avec Pascal Sellem (France 5)
  - Les Guignols de l'info (Canal+)

### Gérard de l'animateur à qui plus personne ne veut faire la bise parce qu'à force de lécher le cul de ses invités, il a une haleine de tout à l'égout
- Michel Denisot, dans Le Grand Journal (Canal+)
  - Michel Drucker, dans Vivement dimanche (France 2)
  - Claire Chazal dans le Journal de 20 heures (TF1)
  - Franz-Olivier Giesbert dans Vous aurez le dernier mot (France 2)
  - Frédéric Lopez dans Panique dans l'oreillette (France 2)
  - Patrick Poivre d'Arvor dans la Traversée du miroir (France 5)

### Gérard de la pire imitation d’un accent étranger parTexdansles Z'amours
- L'accent camerounais dans « Ah didon, je vais te manger, là didon. »
  - L'accent belge dans « À ce qu’il parrrait, à Brrrrruxelles, les gens ont la frite une fois. »
  - L'accent suisse stéréotypé dans « Ooooh... Un suiiiiisse... Oh boh on va po s'presseeer. Y a po l'feu au laaaac... »
  - L'accent algérien dans « Si ti li veux li couscous, ji ti li fais li couscous. »
  - L'accent juif séfarade dans « Aïaïaï, Siman, man fils ! Y a plus de cuirs en taille 34 ! »

### Gérard de l'émission présentée par un animateur à mocassins sans chaussettes, pull noué sur les épaules, coiffure Jean-Louis David, bronzage Roland-Garros
- L'Objet du scandale avec Guillaume Durand (France 2)
  - Vous aurez le dernier mot avec Franz-Olivier Giesbert (France 2)
  - Café Picouly avec Daniel Picouly (France 5)
  - La Traversée du miroir avec Patrick Poivre d'Arvor (France 5)
  - Un jour, un destin avec Laurent Delahousse (France 2)

### Gérard de l'invité idiot
- Geneviève de Fontenay
  - Christian Audigier
  - Brigitte Fontaine
  - Jean-Claude Elfassi
  - Frédéric Lefebvre
  - Bernard-Henri Lévy

### Gérard du meilleur costume
- Ariel Wizman pour l’ensemble de son œuvre dans l'Édition spéciale (Canal+)
  - Laurent Ruquier et ses costumes La Redoute dans On n'est pas couché (France 2)
  - Yann Barthès et sa petite cravate de petit monsieur dans le Grand Journal (Canal+)
  - Jean-Pierre Coffe et ses costumes en rideaux dans Vivement dimanche (France 2)
  - Matthieu Delormeau et son petit pull à col en V dans Tellement vrai (NRJ 12)
  - Victor Robert et ses poils dans Pop Com (Canal+)

### Gérard de la réalisatrice qui bénéficie le mieux des réseaux de son mari
- Arielle Dombasle dans le clip de sa chanson Extraterrestre (Virgin 17)

### Gérard de la chaîne pourrave planquée bien au fond de ton bouquet satellite, sur laquelle tu tombes soit car tu t'es assis accidentellement sur ta télécommande, soit car tu es en pleine descente de crack, soit car tu es rubriquard dans une émission de décryptage des médias, soit car tu as une passion déviante pour les pneus de tracteur
- Powertürk TV
  - Girondins TV
  - Arménie 1
  - TV8 Mont-Blanc
  - Best of Shopping
  - Clermont Première
  - Astro Center TV
  - Direct 8

### Gérard de l'émission où on mange des vers
- Un dîner presque parfait spécial Corse (M6)
  - Koh-Lanta (TF1)
  - Fear Factor (TF1)
  - Seul face à la nature (NT1)
  - Fourchette & Sac à Dos (France 5)
  - Fort Boyard (France 2)
  - Le Survivant (Direct 8)

### Gérard de l'animatrice tête à claque
- Faustine Bollaert dans Vivement dimanche (France 2)
  - Carole Rousseau dans 90' Enquêtes (TMC)
  - Virginie Efira dans Canal presque (Canal+)
  - Claire Chazal dans le journal télévisé (TF1)
  - Pauline Lefèvre dans le Grand Journal (Canal+)
  - Daniela Lumbroso dans Chabada (France 3)

### Gérard de l'animateur tête à claque
- Michel Drucker dans Vivement dimanche (France 2)
  - Franz-Olivier Giesbert dans Vous aurez le dernier mot (France 2)
  - Guillaume Durand dans l'Objet du scandale (France 2)
  - Christian Jeanpierre dans Téléfoot (TF1)
  - Yann Barthès dans le Grand Journal (Canal+)
  - Jean-Marc Morandini dans Morandini ! (Direct 8)
  - Éric Zemmour dans On n'est pas couché (France 2)